# مدرة رأس الرجاء
مدرة رأس الرجاء (الاسم العلمي:Galega capensis) هي نوع نباتي يتبع جنس المدرة من فصيلة البقولية.